# Biserica de lemn din Licurici

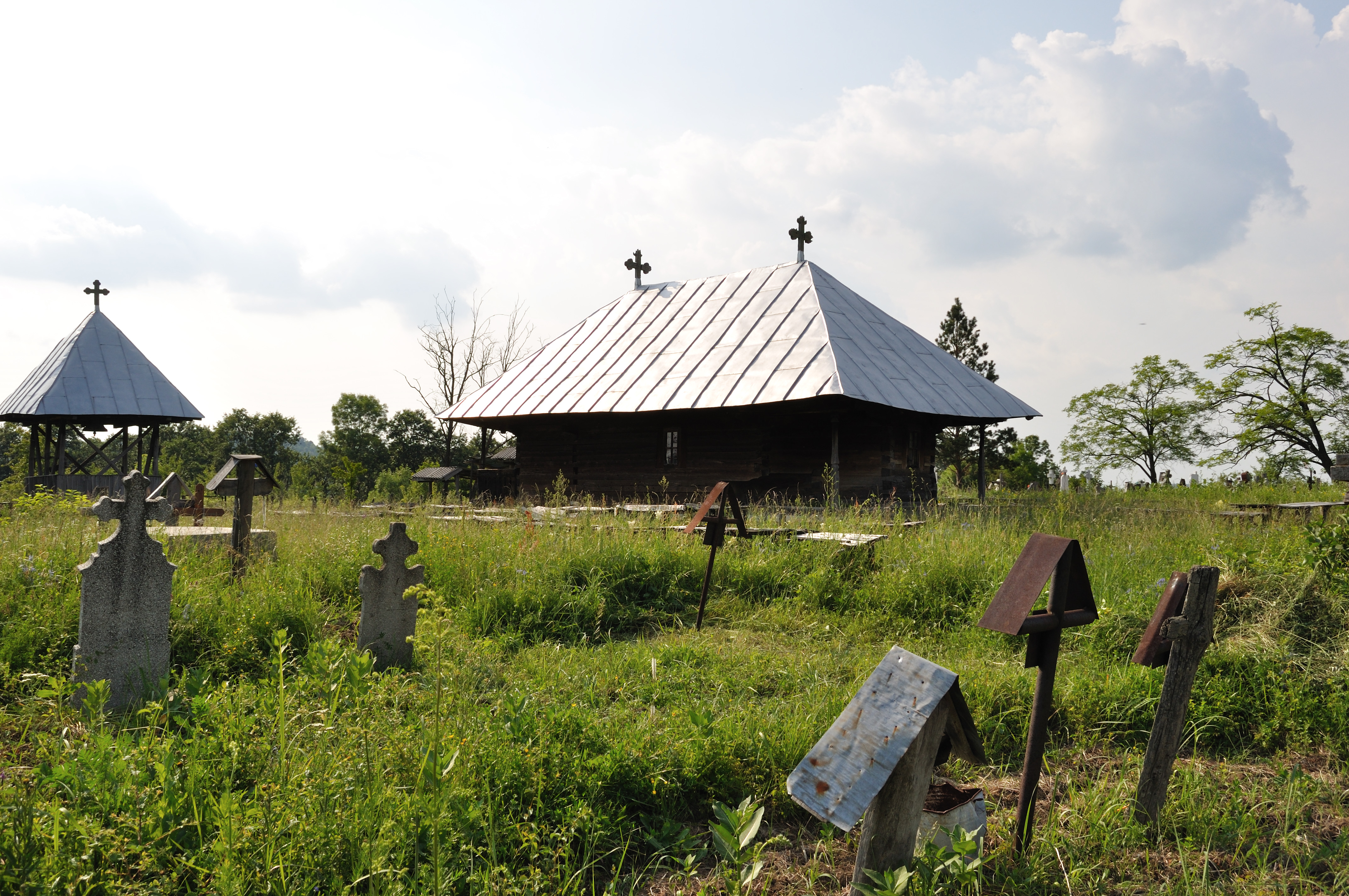
Biserica de lemn „Intrarea în Biserică a Maicii Domnului” din Licurici, județul Gorj, foto: iunie 2010.

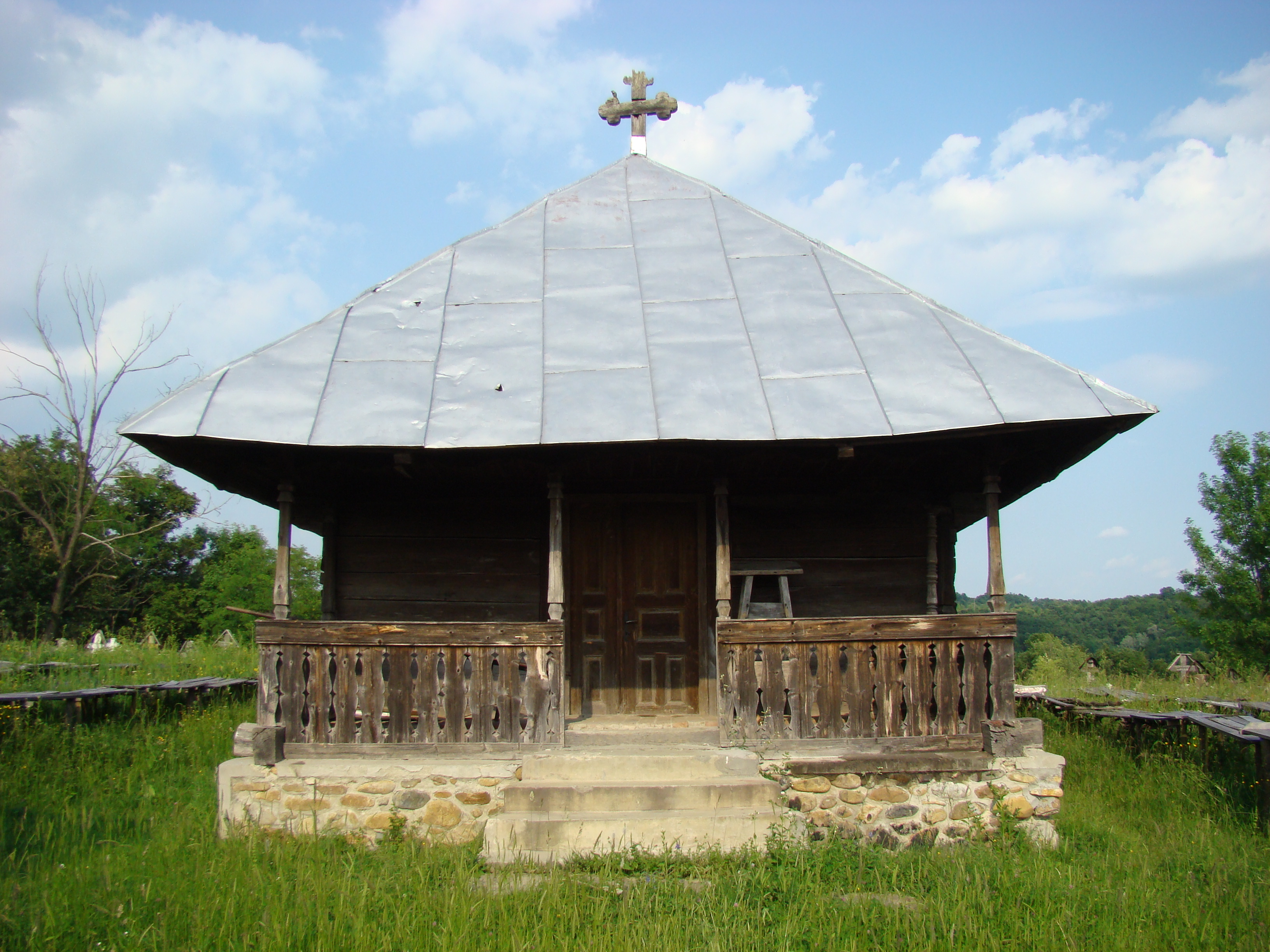
Biserica (vest)

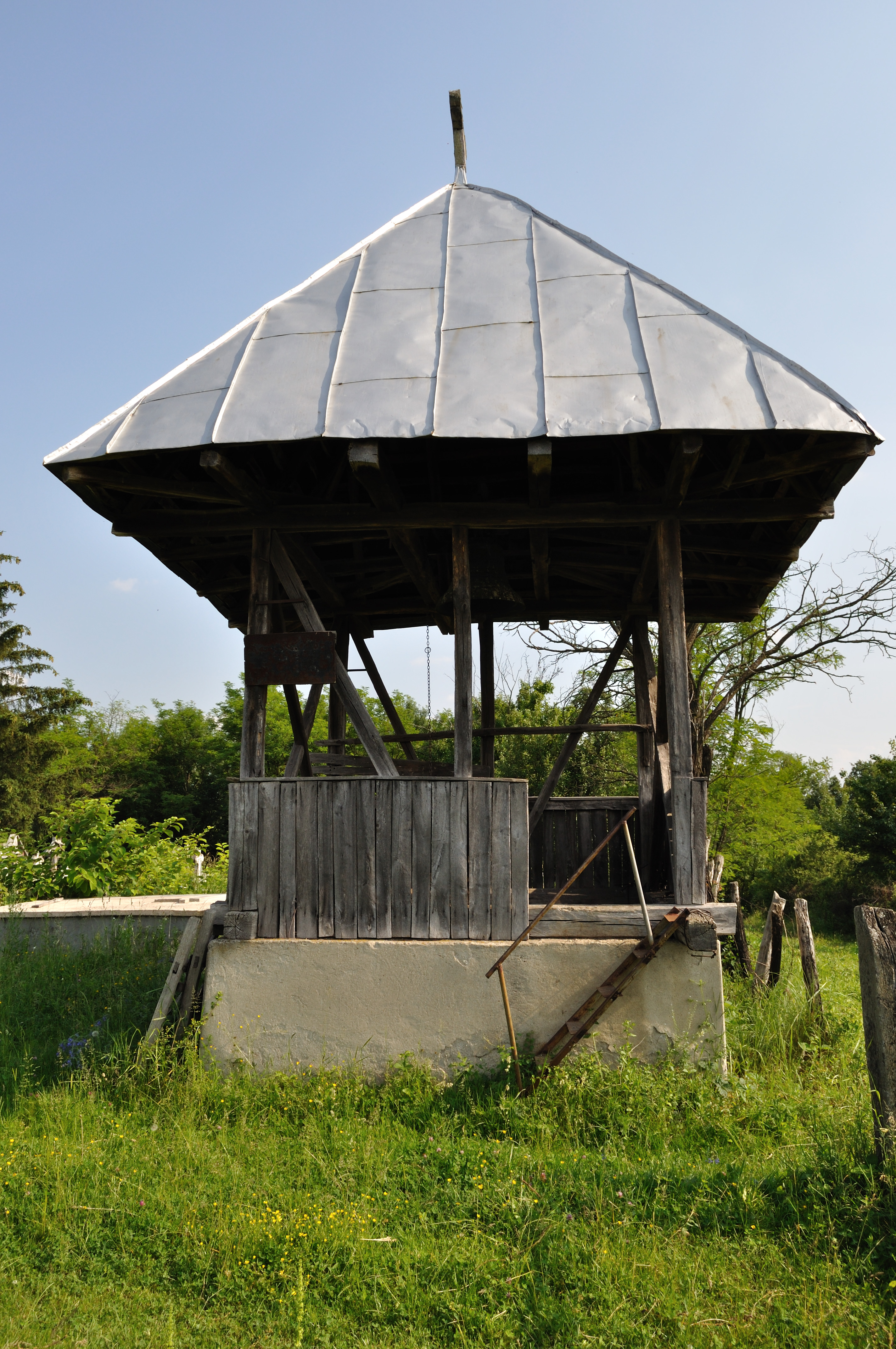
Clopotnița

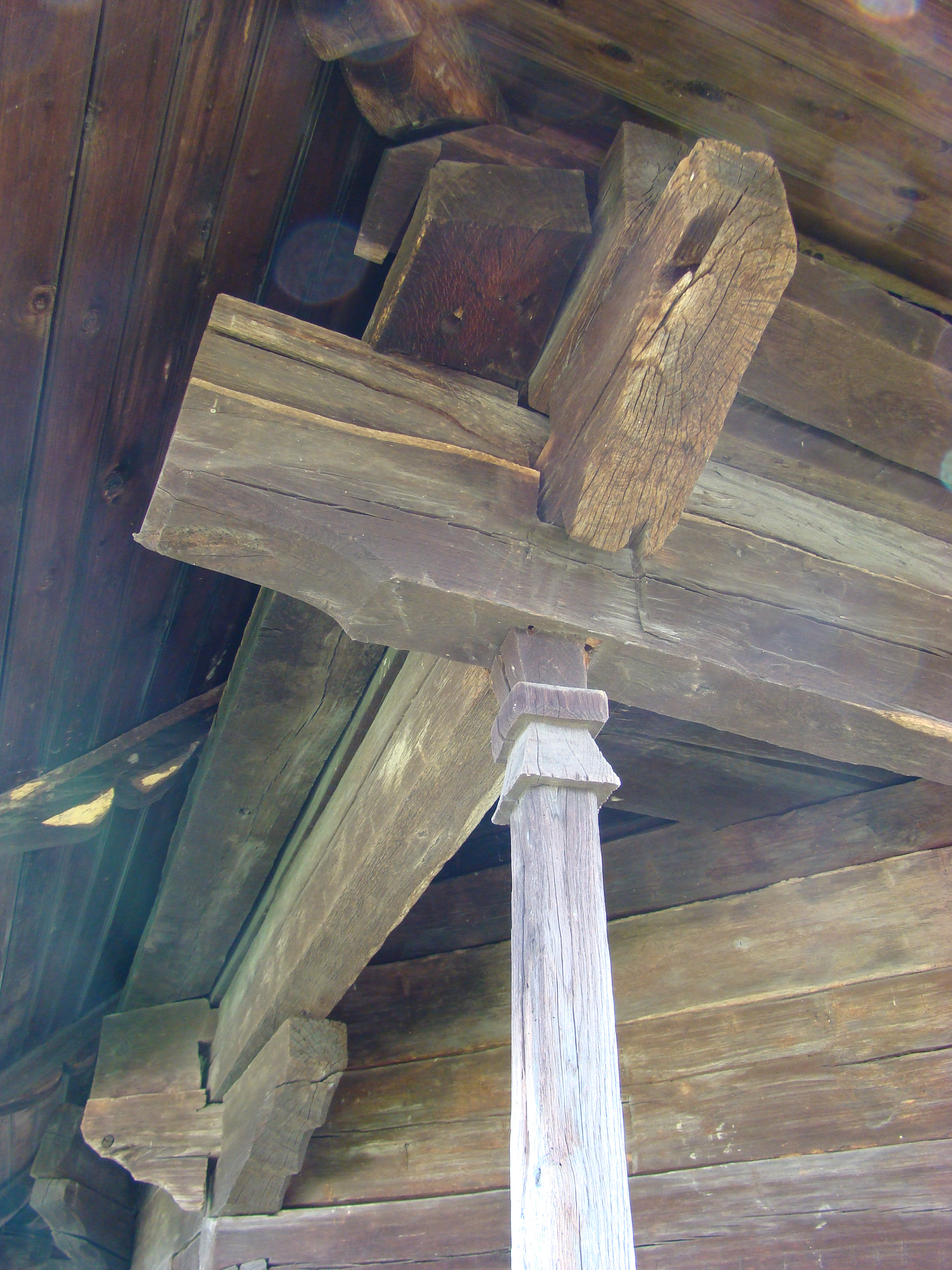
Stâlp şi console la pridvor

Biserica de lemn din Licurici, județul Gorj, a fost construită în 1776. Are hramul „Intrarea în Biserică a Maicii Domnului”. Biserica se află pe noua listă a monumentelor istorice; cod LMI GJ-II-m-B-09322.

## Istoric și trăsături
Momentul ridicării bisericii „văleatul 7285” (1776-1777), este săpat pe o bârnă, din dreapta intrării. Pentru a ajunge la biserică se urcă pe dealuri, se străbat păduri de stejar, pentru că ea este situată pe podestul unei coaste, ce domină împrejurimile;  nici pe drum, nici în jur, nu există nici o gospodărie, biserica fiind construită pentru satul Licuriciu de Sus, care între timp a dispărut, gospodăriile coborând la vale, în Licuriciu de Jos.
Pereții, cu bârnele aparente, înscriu o navă dreptunghiulară, cu altarul poligonal, cu cinci laturi, decroșat numai în registrul de jos, pe laturile de nord și sud. Acoperișul este învelit în tablă, fără clopotniță, aceasta, pe un singur nivel, aflându-se separat, pe sud-vest.
Acoperirea interioară cuprinde o boltă semicilindrică, în leagăn, peste întreaga navă, iar peste altar un semicilindru și fâșii curbe.
Există prispa obișnuită la bisericile gorjene, pe latura de vest, cu fruntarii tăiate în acolade, în timp ce o temelie rectangulară înscrie poligonul altarului, realizând și acolo, de o parte și de alta, o prispă cu stâlpi de colț.
În anul 1936 biserica a fost renovată: a fost desființată partea de jos a peretelui dintre naos și pronaos (perete plin până atunci), au fost ridicați pereții pe un soclu de piatră, a fost înlocuit ancadramentul originar al intrării; tot atunci, pereții au fost tencuiți la interior și pictați, iar icoanele de pe tâmpla veche, de secol XVIII, praznicele și cele din registrul împărătesc, au ajuns în colecția arhiepiscopiei Craiovei.
În pronaosul bisericii se păstrează două icoane frumoase, de tradiție postbrâncovenească, Maria cu Pruncul și arhangheli în nori și Iisus Hristos învățător, care au fost pictate în anul 1867 de Toma zugravul.

## Imagini

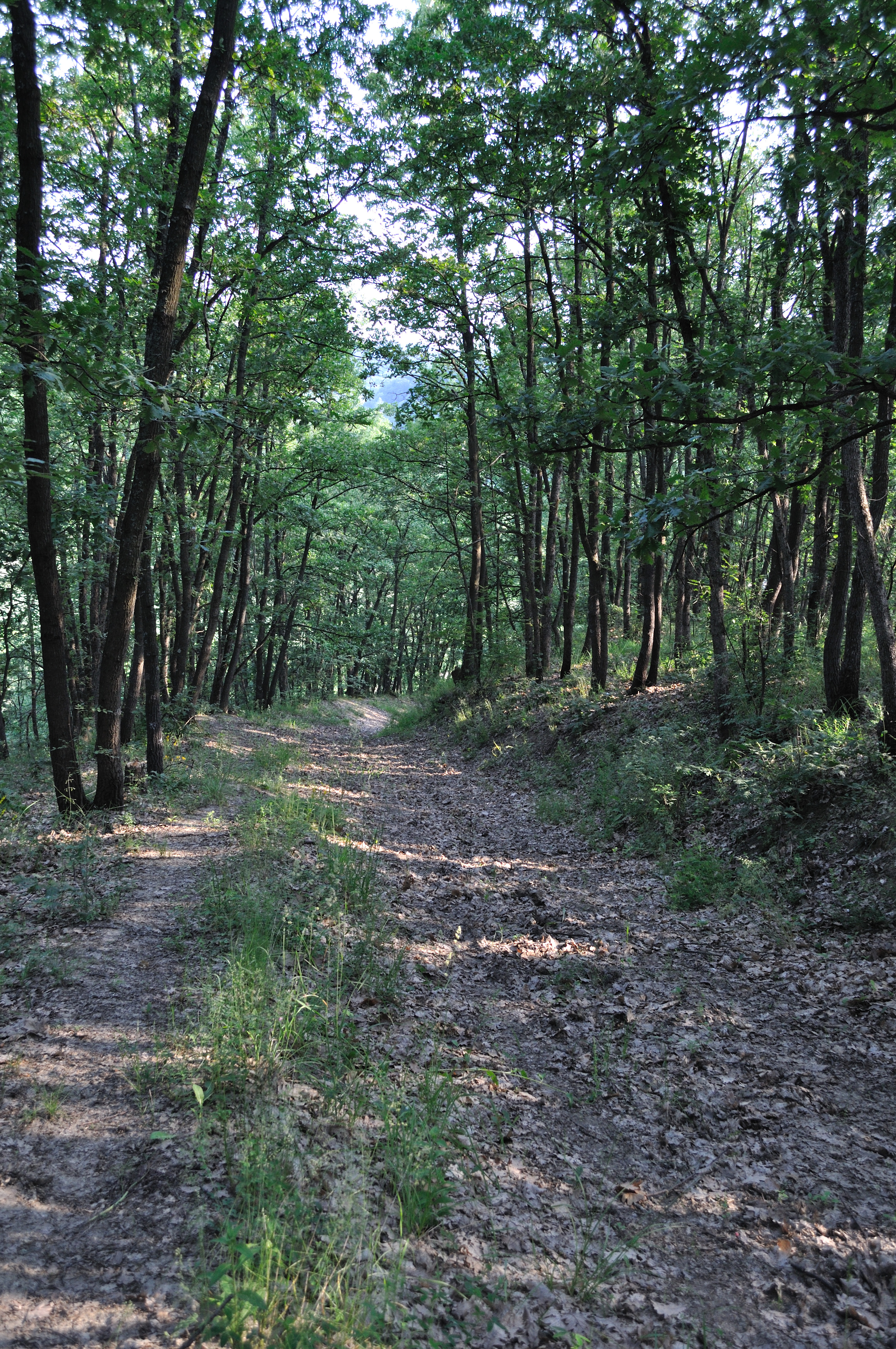
Drumul prin pădure
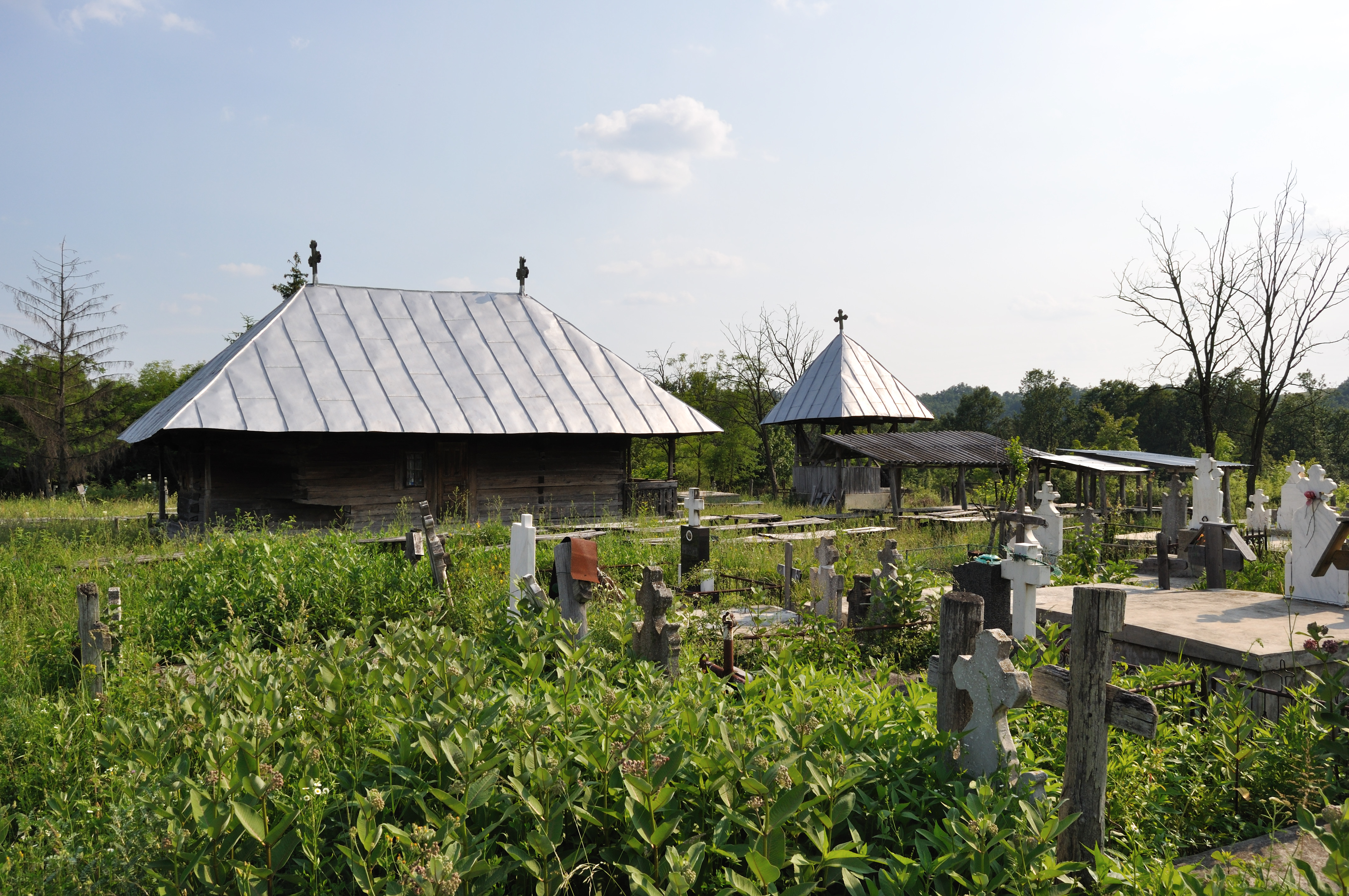
Biserica şi clopotniţa
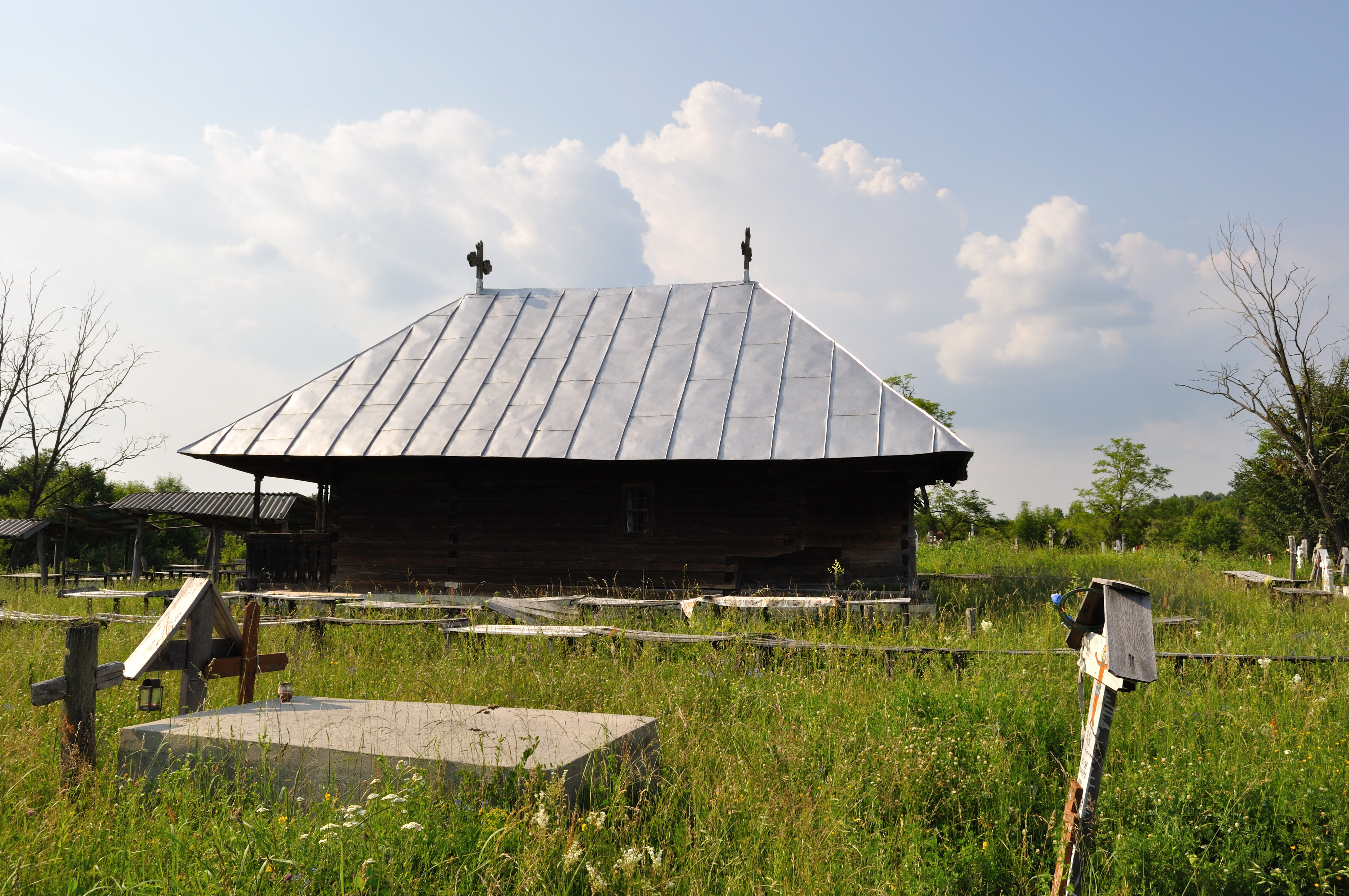
Biserica (sud)
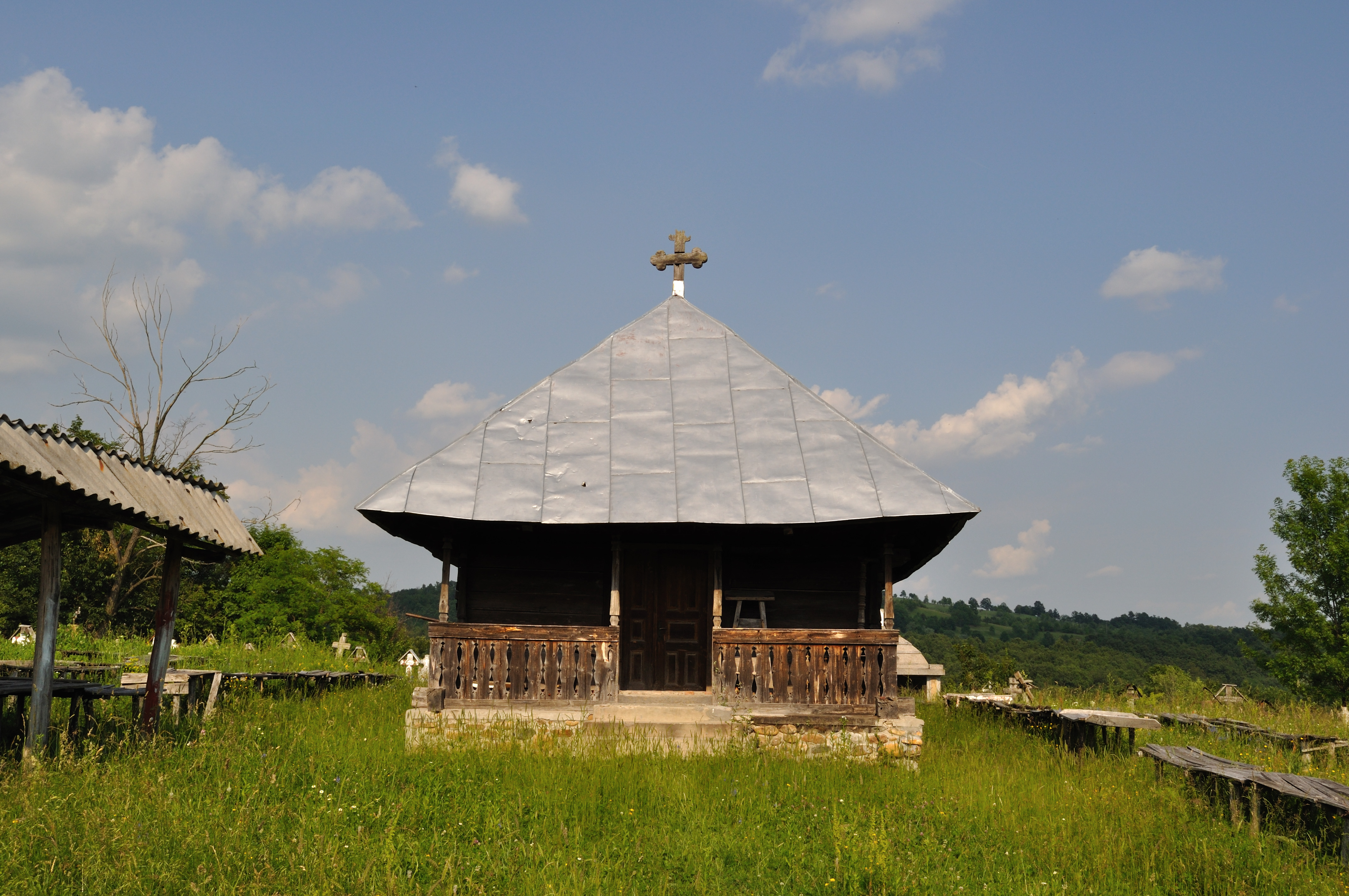
Biserica (vest)
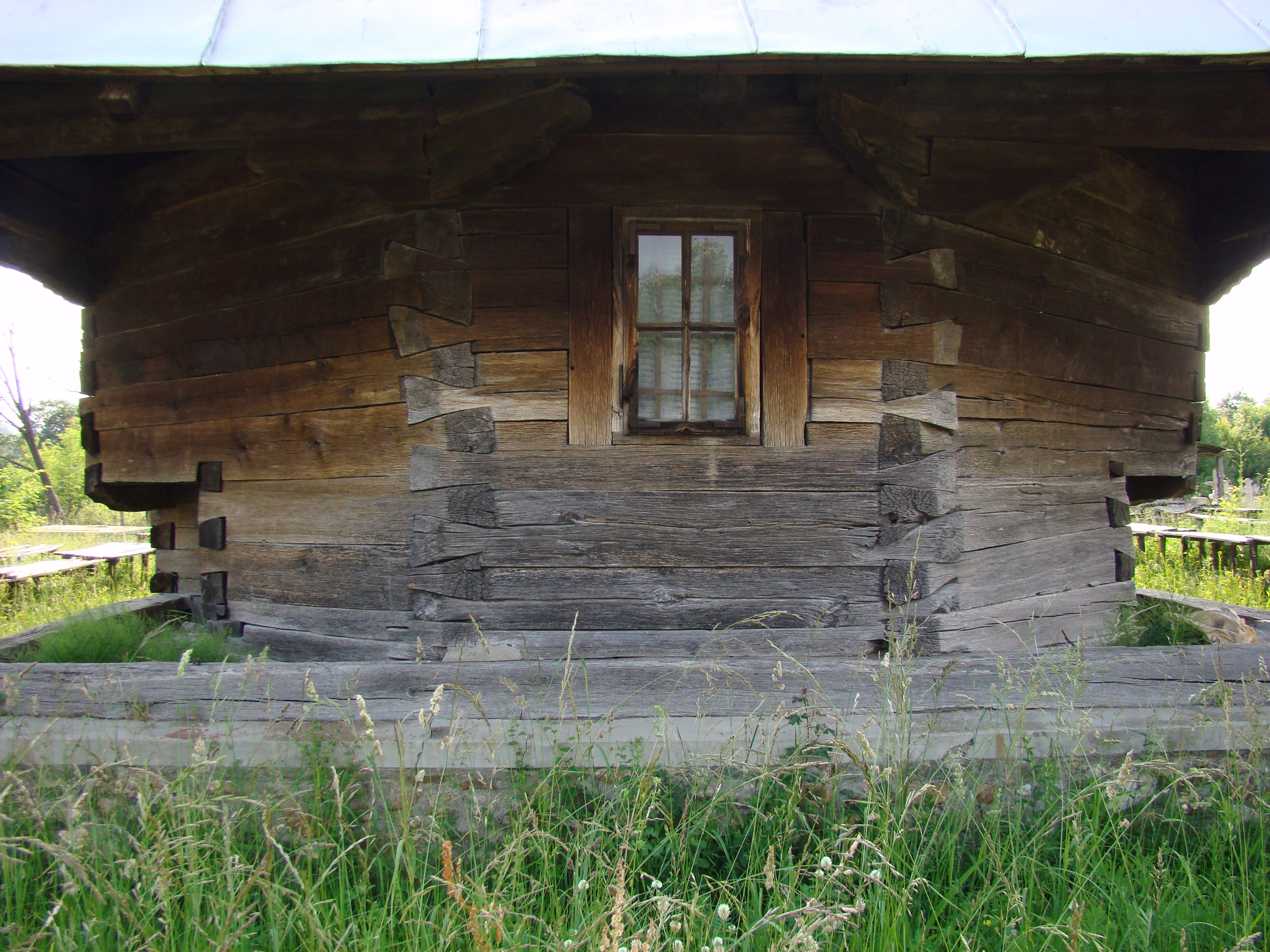
Absida altarului
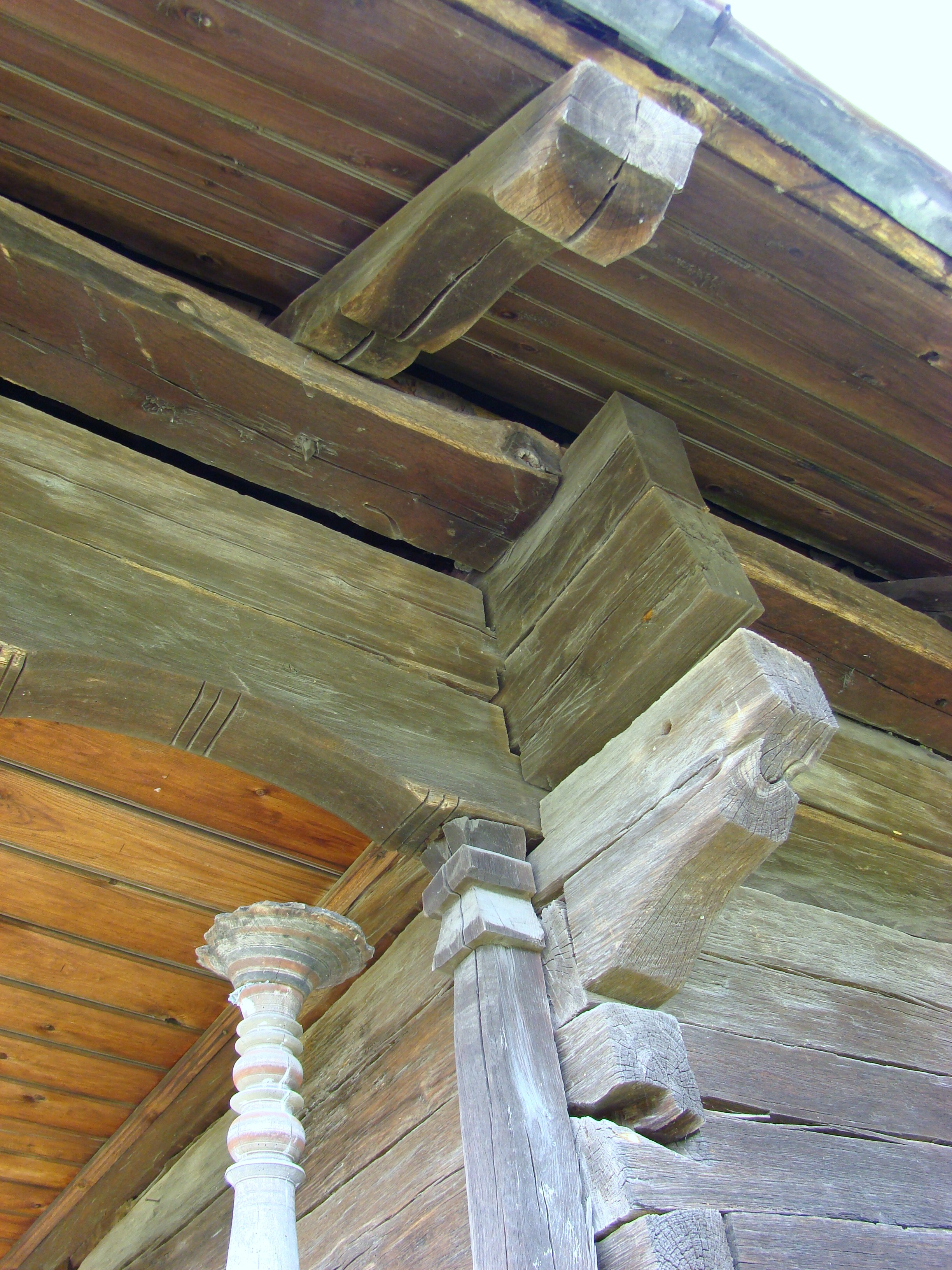
Stâlp şi console la pridvor
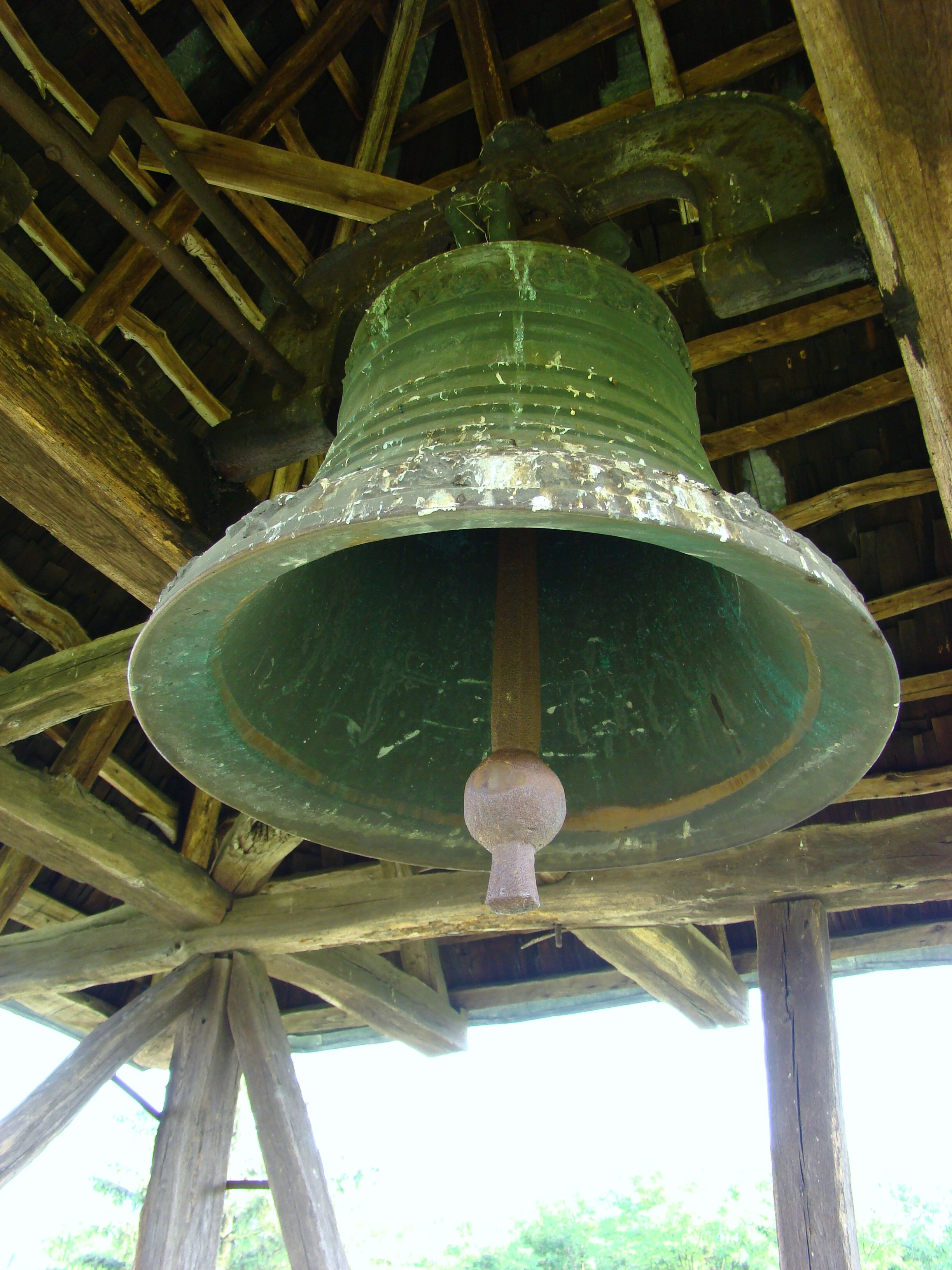
Clopotul
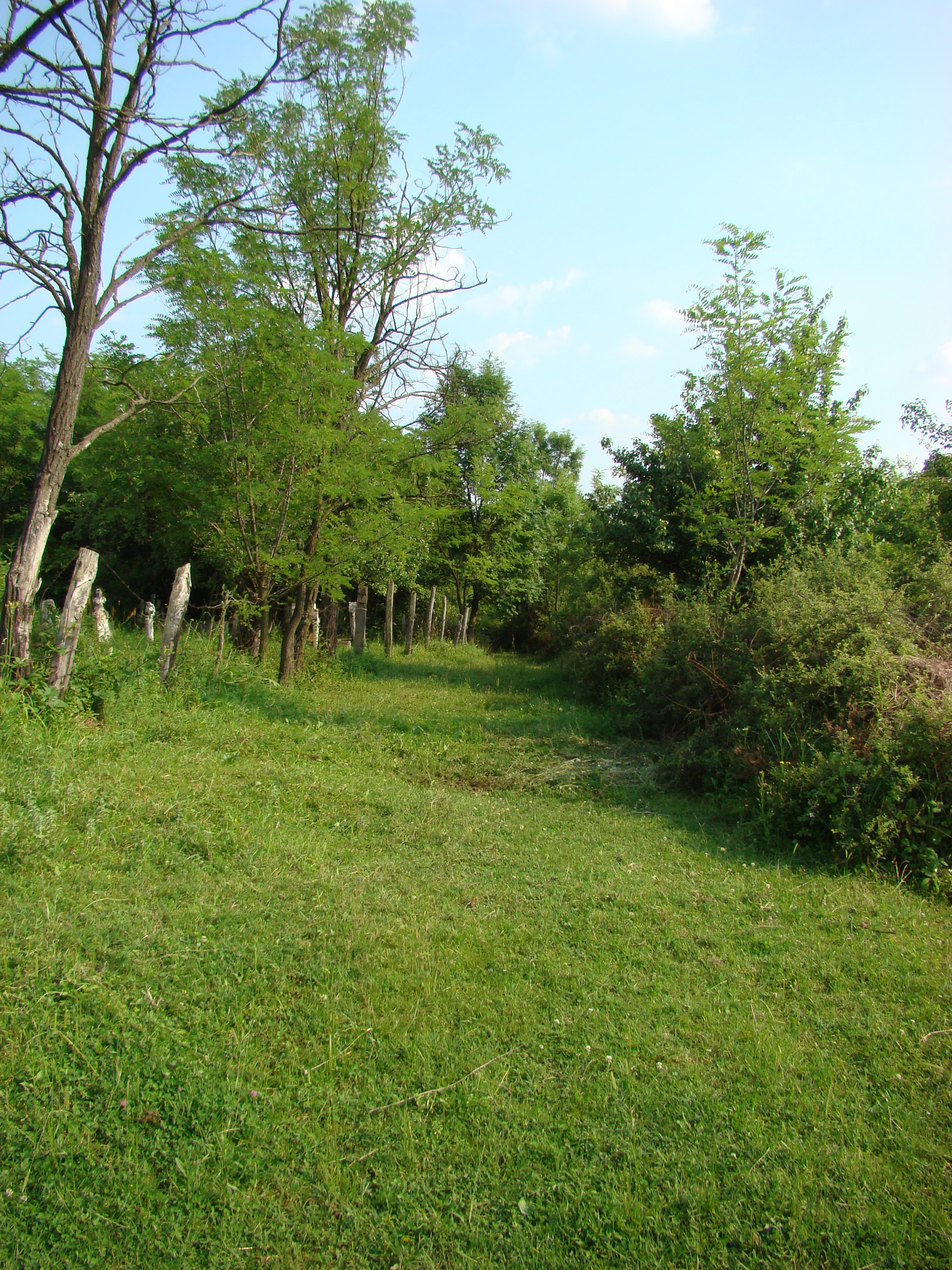
Împrejurimi